# Hewitt Bouanchaud
Hewitt Leonidas Bouanchaud (* 19. August 1877 in New Roads, Pointe Coupee Parish, Louisiana; † 17. Oktober 1950 ebenda) war ein US-amerikanischer Politiker. Zwischen 1920 und 1924 war er Vizegouverneur des Bundesstaates Louisiana.

## Werdegang
Hewitt Bouanchaud besuchte die Poydras Academy und studierte dann an der Louisiana State University. Nach einem anschließenden Jurastudium an der Tulane University und seiner 1902 erfolgten Zulassung als Rechtsanwalt begann er in New Roads in diesem Beruf zu arbeiten. Gleichzeitig schlug er als Mitglied der Demokratischen Partei eine politische Laufbahn ein. Zwischen 1904 und 1912 sowie nochmals von 1916 bis 1920 saß er als Abgeordneter im Repräsentantenhaus von Louisiana; von 1916 bis 1920 war er dessen Speaker. 1920 wurde er an der Seite von John M. Parker zum Vizegouverneur von Louisiana gewählt. Dieses Amt bekleidete er zwischen 1920 und 1924. Dabei war er Stellvertreter des Gouverneurs und Vorsitzender des Staatssenats. Im Jahr 1921 war er Präsident eines Verfassungskonvents seines Staates. 1924 kandidierte er erfolglos in den Gouverneursvorwahlen seiner Partei. Am 12. April 1924 trat er vorzeitig vom Amt des Vizegouverneurs zurück. Sein Nachfolger wurde für kurze Zeit der President Pro Tempore des Staatssenats, Delos R. Johnson.
Nach dem Ende seiner Zeit als Vizegouverneur war Hewitt Bouanchaud Mitglied der Steuerkommission seines Staates; außerdem praktizierte er wieder als Anwalt. Von 1929 bis 1936 war er Bezirksstaatsanwalt im achten Gerichtsbezirk von Louisiana. Danach setzte er seine Laufbahn als privater Rechtsanwalt fort. Außerdem war er als Farmer und Viehzüchter tätig. Er starb am 17. Oktober 1950 in seinem Heimatort New Roads, wo er auch beigesetzt wurde.